# 夏油高原スキー場
夏油高原スキー場（げとうこうげんスキーじょう）は岩手県北上市にあるスキー場。2013年（平成25年）8月1日からクロスプロジェクトグループの100%子会社である株式会社北日本リゾートが運営している。敷地内にに夏原高原温泉がある。

## 歴史
夏油地区にスキー場の構想が持ち上がったのは1985年（昭和60年）で夏油高原開発促進協議会が設立された。
1990年（平成2年）、兎森山にスキー場を建設・運営するため、第三セクターの夏油高原開発が設立され、国際興業と旧和賀町（合併後は北上市）が7：3の出資比率で出資していた。
1993年（平成5年）12月16日に開業したが、1999年（平成11年）以降経営状態が悪化。国際興業は2002年（平成14年）7月に撤退し、同年12月5日に北上市は国際興業から一切のスキー場施設について負担付寄付を受けて取得した。
その後、加森観光が夏油高原開発を完全子会社化することで運営を引き継いだ。1995年（平成7年）に26万人いた入場者数は2009年（平成21年）には8万人に減少。2007年（平成19年）から3年連続で赤字を出す状況となった。北上市はスキー場の支援のため、土地の借地料約2,000万円の支援を2010年（平成22年）の9月議会に補正予算として提出したが、9月24日に否決された。
加森観光は東日本大震災以降の経営不振を理由に2013年（平成25年）5月末をもって同スキー場の経営から撤退（加森観光及び夏油高原開発との契約解除）、同年6月17日に後継の経営権をクロスプロジェクトグループへ譲渡することになった。
2013年8月1日からクロスプロジェクトグループの100%子会社である株式会社北日本リゾートが運営している。

## 設備
ゴンドラ2本。クワッドリフト1本。ペアリフト2本。ナイター設備あり（2006年3月現在）
宿泊施設として、2段ベッドを並べた「スキーヤーズベッド」がある。

## ゲレンデ
標高：640m - 1070m（標高差 430m）、コース：14コース、最長滑走距離：2,980m、最大斜度36°、平均斜度13°

## 夏油高原温泉
2004年（平成16年）秋から進められた温泉掘削に成功し、2005年（平成17年）9月に夏原高原温泉として開業した。

## アクセス
- 東北新幹線北上駅からシャトルバスで約50分